# カインズ
株式会社カインズ（英: CAINZ CORPORATION）は、関東地方を中心に、東日本や東海地方、近畿地方などでホームセンターを展開する大手小売企業である。埼玉県本庄市に本部を置く。ショッピングセンターのベイシアや、作業服チェーンのワークマンらとともにベイシアグループの中核企業である。

## 概要
2022年（令和4年）3月現在で、28都道府県に228店舗を展開している。青森県・岩手県・秋田県・山形県・北陸3県・和歌山県・島根県・山口県・四国4県・佐賀県・長崎県・大分県・宮崎県・鹿児島県には店舗がない。ホームセンター業界でトップクラスの売上高を誇り、2019年（令和元年）度（2020年（令和2年）2月期）の売り上げで、前年度まで業界のトップであったDCMホールディングスを僅差で抜き第1位となった。
社名は、英語の「kindness（親切な、種類が多い）」から作った造語。
店舗の業態は、「カインズ」では、小型店で売場面積が約2千平方メートル級、標準店で約7千平方メートル級、大型店では1万平方メートルを越える大きさで「カインズスーパーホームセンター」と名付けられ、公式サイトの店舗案内でも通常のカインズとは区別されている。その他、ベイシアと共同で展開するスーパーセンター形態の「カインズスーパーセンター」、初期の既存店舗を改装してコンビニエンスストアに近い品揃えを行っている店舗「カインズマート」、自転車専門店の「カインズサイクルパーク」もそれぞれ展開している。一部店舗に併設されているカー用品店の「カインズオート」に関しては直営ではなく、子会社のオートアールズによる新業態となっている。
プライベートブランド商品（PB商品）に力を入れており、売上高構成比の約30%をPB商品が占めている。また、小売業で唯一グッドデザイン賞の受賞する自社PB商品が多いことにも特徴がある。そんなカインズ最大の武器は、全国194店舗の“現場”にあり、年2回本社で開かれる新商品展示会に全国のパートや社員たちを集め、新商品について「客に一番近い現場」の声を吸い上げ、商品づくりに活かしている。
近年では、ベイシアなどのグループ会社の店舗を並べたネイバーフッド型ショッピングセンターのデベロッパー事業も「カインズモール」や「くみまちモール」という名称で展開している（「くみまちモールあさか」のように、グループ外のスーパーマーケットを入れている所もある）。
地方や郊外のホームセンターを中心に業容を拡大してきたが、2017年（平成29年）に愛知県に「Style Factory（スタイルファクトリー）」という小型店を開店したり（その後ららぽーと海老名やみなとみらい東急スクエアなどの首都圏にも進出している）、東京・表参道に情報発信、研究開発拠点となる「CAINZ COFFEE STAND＆SPACE」をオープンさせるなど、大都市部への進出を図っている。2021年（令和3年）12月には東急不動産ホールディングスから渋谷・新宿などの大都市中心部に店舗を持つ東急ハンズを買収し、、2023年にはタカシマヤタイムズスクエアのハンズ新宿店内に「カインズ ハンズ新宿店」をオープンさせるなど、大都市部への展開を加速させている。
また、カインズ初のウェブメディア「となりのカインズさん」を開設した。

## 事業所

### 本部
- 埼玉県本庄市早稲田の杜一丁目2番1号（オートアールズなど関連会社も所在）

### 東京情報センター
- 東京都台東区上野7-6-1（ベイシアグループ共同）

### 青山イノベーション・ハブ
- 東京都港区北青山1-2-3（ベイシアグループ共通）
- かつてはカインズ単独事業所として設立した「カインズイノベーション・ハブ」（北青山3-6-26）があったが、次第にベイシアグループ各社で提供されるようになったことから、グループ共通施設として移転拡張した[5]。

## 沿革
- 1978年（昭和53年）10月6日 - 栃木県栃木市薗部町1丁目18番7号に、第1号店として「いせやホームセンター栃木店」がオープン[15]。
- 1989年（平成元年）3月 - 株式会社いせや（現・ベイシア）から分社独立し、株式会社カインズを設立。
- 1991年（平成3年）9月 - 本部を群馬県高崎市へ移転。
- 1994年（平成6年）6月 - 群馬県伊勢崎市にスーパーホームセンター1号店「伊勢崎店」がオープン。
- 2000年（平成12年）2月 - ホームセンター業界で売上首位に。
- 2002年（平成14年）
  - 4月 - 創業者・土屋嘉雄（ベイシア会長）の長男・裕雅が社長に就任。三重県多気郡明和町に三重県初出店となる、スーパーホームセンター「明和店」オープン。
  - 12月 - スーパーセンター1号店となる「前橋吉岡店」がオープン。
- 2003年（平成15年） - スーパーホームセンター青梅インター店オープン。
- 2004年（平成16年）7月 - カインズモール1号店となる「カインズモール浜松都田テクノ」がオープン。
- 2005年（平成17年）5月 - 兵庫県直営初出店 カインズスーパーホームセンター神戸ひよどり台店開店。
  - 7月 - 滋賀県初出店 カインズモール彦根オープン。
  - 11月 - 大阪府初出店 カインズスーパーホームセンター東大阪店開店。
- 2006年（平成18年） - 売上高3,000億円達成。20都府県突破。
- 2007年（平成19年）10月 - 群馬県伊勢崎市のカインズホーム伊勢崎店が伊勢崎オートレース場西に移転オープン。
- 2008年（平成20年）6月 - アークスグループの企業「エルディ」とのフランチャイズ契約により、北海道初出店となる大曲店（インターヴィレッジ大曲内）を開店。
- 2009年（平成21年） - ベイシアグループ創業50周年。カインズ設立20周年。
- 2010年（平成22年）
  - 10月 - カインズ上海物流センター開設。
  - 11月 - 新ライフスタイルHC店舗1号店として群馬県太田市にオープン。
  - 12月 - パワーモール前橋みなみに北関東最大級のショッピングモールとして群馬県前橋市にオープン。
- 2011年（平成23年）4月 - 金秀商事とのフランチャイズ契約により、沖縄県初出店となるホームセンターかねひでサンプラザ糸満を転換出店。
- 2012年（平成24年）10月 - 本社を埼玉県本庄市東富田（本庄早稲田駅前）へ移転[16]。
- 2013年（平成25年）7月 - 奈良県奈良市に奈良県初出店となる、カインズホーム奈良二名店がオープン。
- 2014年（平成26年） - カインズ設立25周年。
  - 8月 - 企業キーメッセージを「くらしに、ららら。」に確定。
  - 10月13日 - CI（コーポレート・アイデンティティ）とCIロゴを「カインズホーム」から「カインズ」に変更。
- 2016年（平成28年）
  - 3月3日 - 福岡県糟屋郡新宮町に九州地区初出店となる、カインズ福岡新宮店がオープン。
  - 6月25日 - 新潟県新潟市北区に新潟県初出店[注 1]となる、カインズ新潟豊栄店がオープン。
- 2017年（平成29年）
  - 4月8日 - 新潟県小千谷市に新潟県内2店舗目となるカインズ小千谷店がオープン。
  - 4月28日 - 広島県広島市西区に広島県初出店となる、カインズ広島LECT店がオープン[注 2]。
  - 10月25日 - 熊本県宇土市に熊本県初出店（九州2店舗目）となる、カインズ熊本宇土店がオープン。
- 2018年（平成30年）6月27日 - テナント各社がコンセプトを共有して展開する商業施設「くみまちモールこじまた」が群馬県前橋市小島田にオープン。
- 2019年（令和元年）12月12日 - 令和元年東日本台風の洪水被害により、10月12日に1号店のカインズ栃木店が被災、店舗老朽化を理由に営業再開を断念し閉店した[15]。カインズ広報室は「すべての始まりである1号店は象徴的な、大事な存在だった」と述べた[17]。 なお同じく被災した長野県長野市の豊野赤沼店も、営業再開の目処が立たず2020年4月30日に閉店した。
- 2020年（令和2年）
  - 6月11日 - オウンドメディア「となりのカインズさん」がオープン。
  - 9月10日 - 愛知県豊田市に豊田四郷店がオープンした。
  - 11月25日 - 群馬県伊勢崎市に現在のスーパーホームセンターの土台を築いた1号店である「伊勢崎店」がリニューアルオープン[18]。なお、このリニューアルにてこれまで親しまれてきた「CAINZ HOME DO IT YOURSELF」のロゴが「CAINZ」へ更新された。
- 2021年（令和3年）
  - 11月26日 - 株式会社ファーストグループ（現：cars）との資本業務提携を、同じくベイシアグループのオートアールズ・ベイシアグループ総研と共に締結（公表は2022年1月12日）[19]。
  - 12月22日 - 東急不動産ホールディングスの子会社東急ハンズを、2022年3月31日付で買収すると発表[20]。
- 2022年（令和4年）
  - 3月31日 - 東急不動産ホールディングスから東急ハンズの全株式を取得し、子会社化[3]。
  - 5月2日 - 同じベイシアグループのオートアールズを子会社化[21]。
  - 5月23日 - 面白法人カヤックとの資本業務提携を締結[22]。
  - 12月27日 -  ハルモニアと資本業務提携を締結[23]。
- 2023年（令和5年）
  - 11月1日 - 九州北部を中心に展開するホームセンター・グッデイとオリジナル商品の供給契約を締結[24]。
  - 12月25日 - 近鉄百貨店とフランチャイズ契約を締結[25]。
- 2024年（令和6年）
  - 2月29日 - 船井電機と、オリジナルブランド家電製品等の共同企画開発、製造、販売、アフターサービスを行う包括業務提携契約を締結[26]。
  - 11月20日 - カインズ、クレディセゾン、くみまちフィンテックが連携して開発した提携カード「CAINZセゾンカード」およびスマホ決済サービス「CAINZ Pay」の提供を開始[27]。

## 歴代社長
- 土屋嘉雄：1989年（平成元年） - 2002年（平成14年）
- 土屋裕雅：2002年（平成14年） - 2019年（令和元年）
- 高家正行：2019年（令和元年） - 現職

## 店舗外観

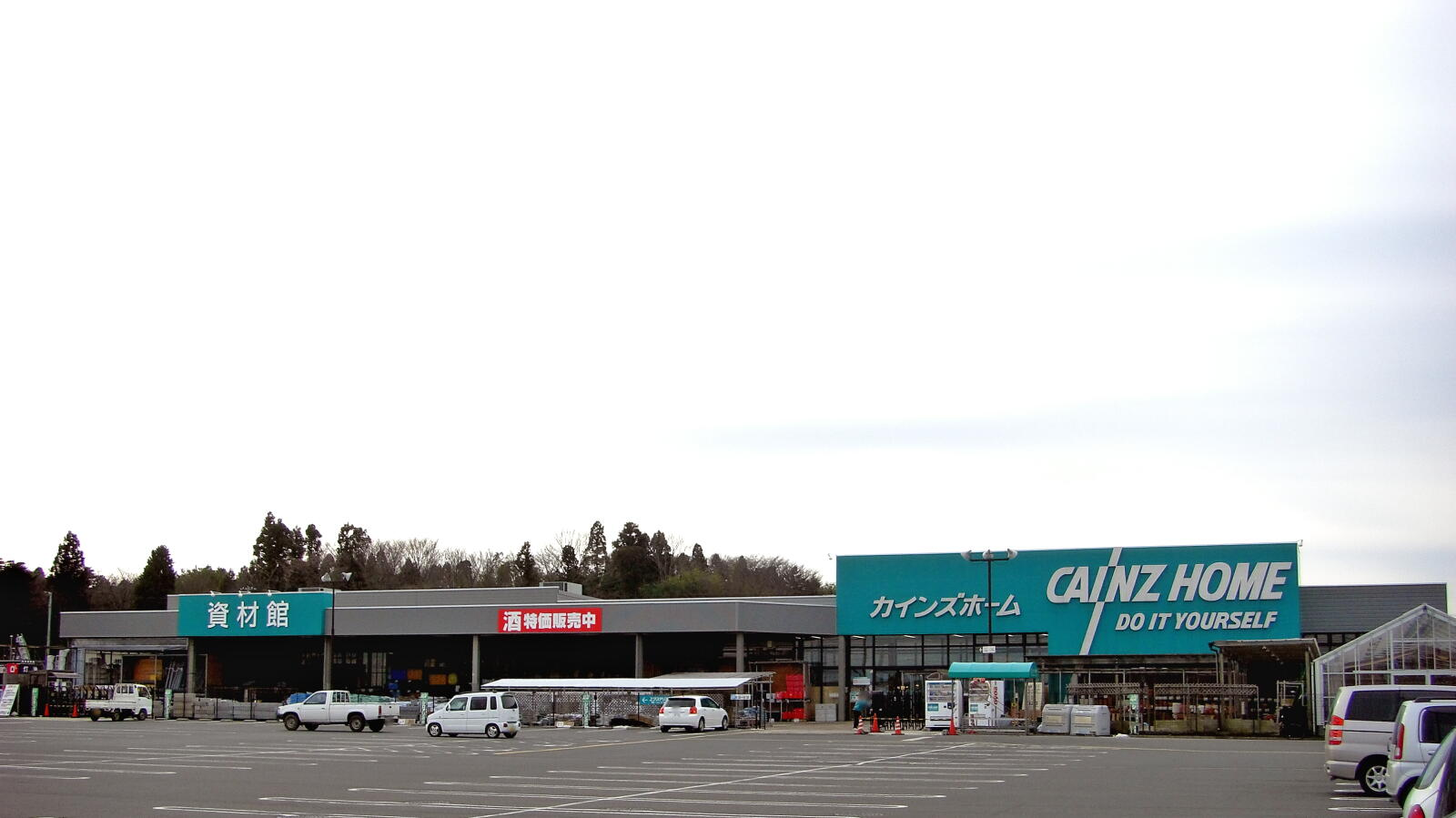
カインズホーム原町店
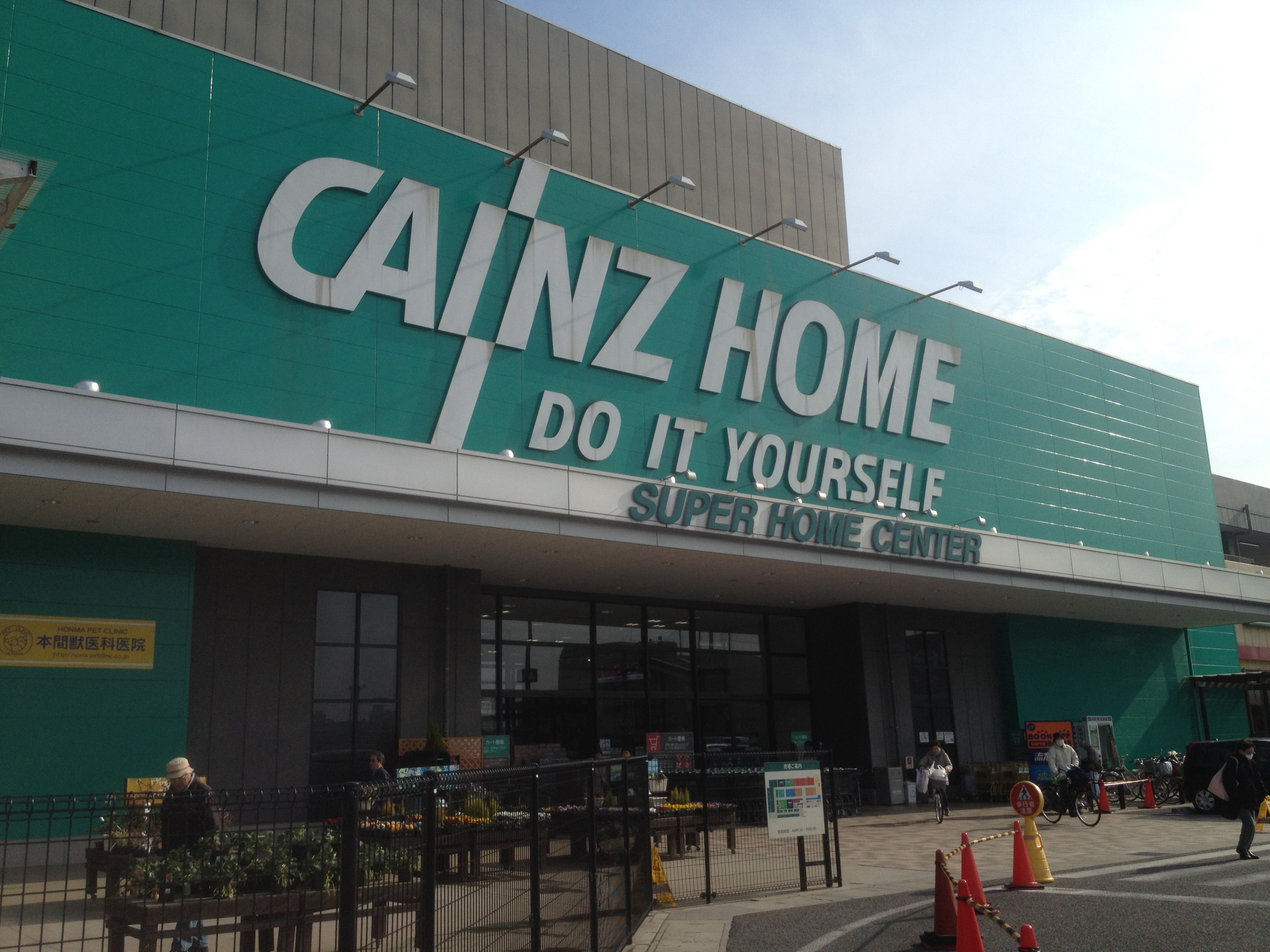
カインズホーム名古屋みなと店 全面改装とCI変更により現在は外装も変更されている
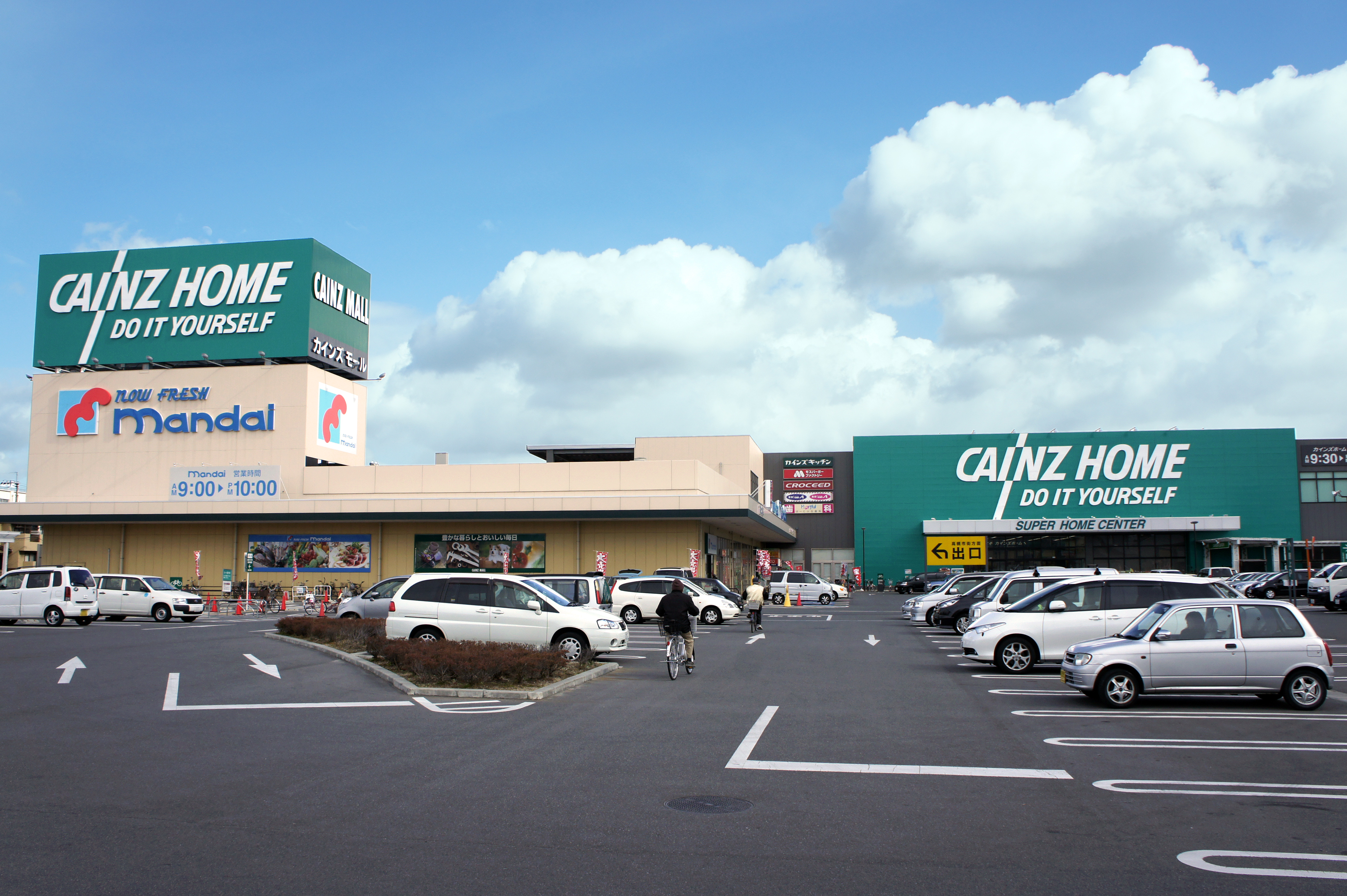
カインズモール高槻 （万代との複合モール）
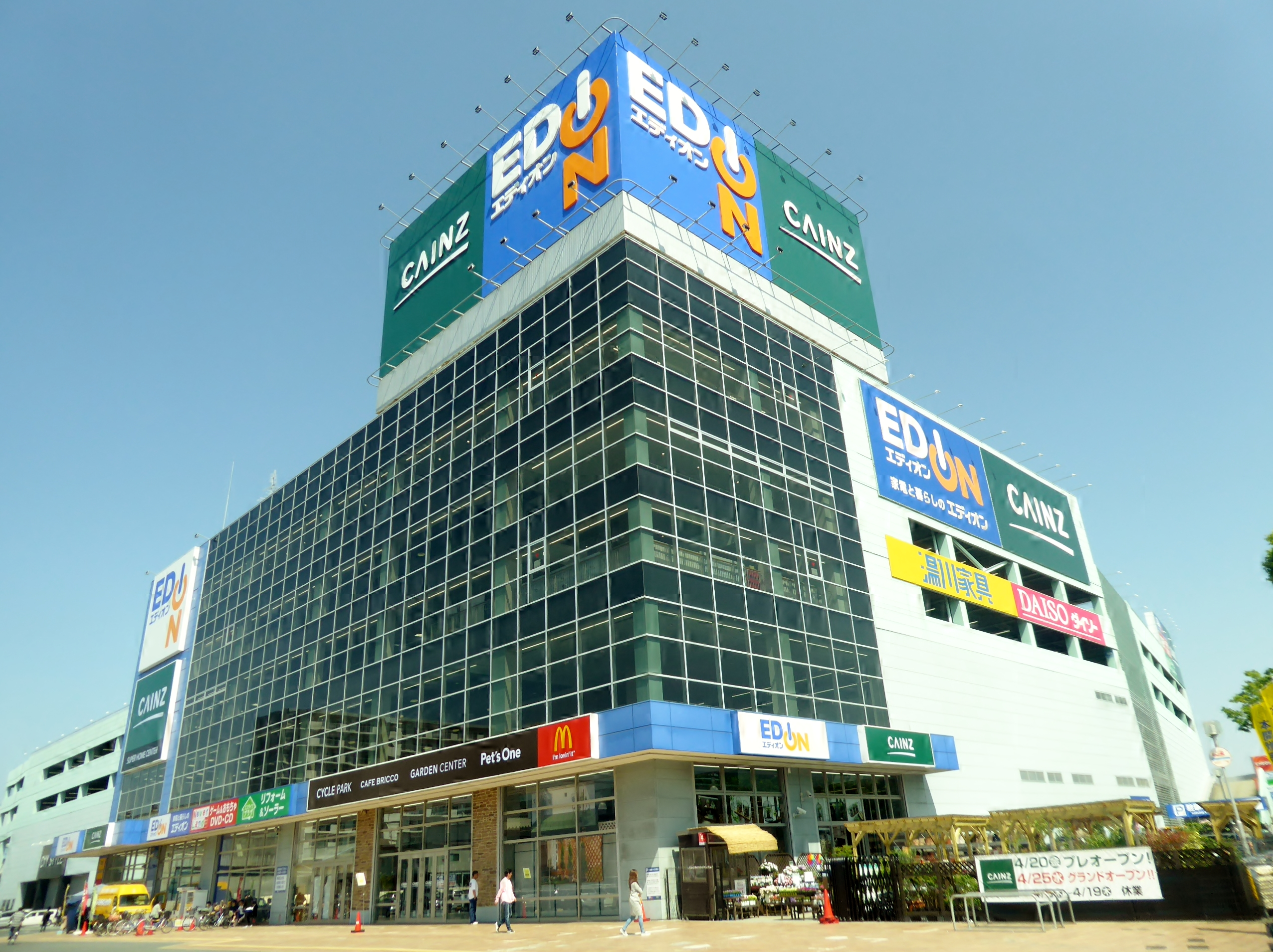
カインズ東大阪店 （エディオン中環東大阪店のテナント店舗）
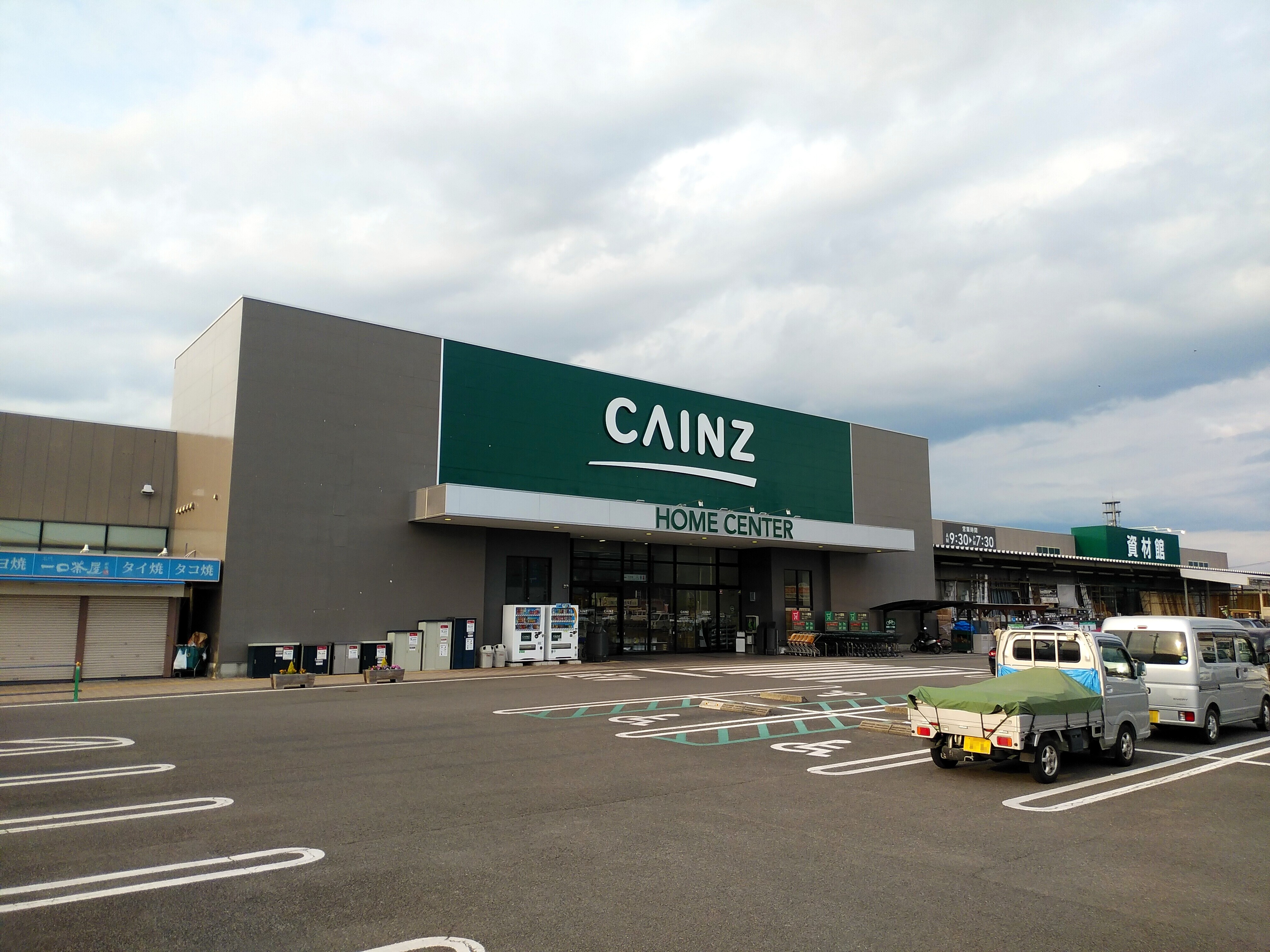
カインズ甲西店 （新CIリニューアル後）

## 不祥事

### 二重価格表示
2021年（令和3年）8月3日、静岡県は同県内全店舗において通常時よりも安く販売しているように読み間違える不当な二重価格表示をしたとして、カインズに対し不当景品類及び不当表示防止法（景品表示法）第7条1項に基づく措置命令を同日付で出した。店舗やセール開始日ごとに集計すると、2020年（令和2年）8月21日から2021年（令和3年）2月16日にかけて、1866点の値札の表示で違反を確認した事が報じられた。カインズも認めている。

### リコール
自転車、ペット用餌、湯たんぽ、ライトなどカインズブランドの製品・食品について、複数の製品・食品に何らかの不具合が発生し、消費者庁にリコールが届けられている。なお、本情報は消費者庁と公式サイトでのみ消費者に呼びかけられていて、通販サイトや公式Twitterで呼びかけられることはない。

## 主なグループ会社
- 主要子会社
  - ハンズ
  - オートアールズ
  - カインズビジネス・サービス（特例子会社）
  - カインズフードサービス

- その他子会社及びベイシアグループ関係会社

  - ベイシア
  - ワークマン
  - ベイシア電器
  - セーブオン
  - 清閑堂（仏壇・仏具専門店）
  - くれよんくらぶ（DPE）
  - カインズ総合保険サービス
  - カインズポップデポ
  - カインズテクノロジーズ
  - アイシーカーゴ
  - ザスパ群馬（株式会社ザスパ） - ベイシアと合わせて過半数の株式保有[38]
2006年から現在に至るまでベイシアグループ全体でオフィシャルユニフォームパートナーとなっている。
特に2020年以降、カインズ主体での連携を強化しており、同年12月の第三者割当増資を引き受けて筆頭株主グループの一員となり、2024年12月に再び第三者割当増資を引き受けて単独で筆頭株主となった。
ザスパの現会長赤堀洋はカインズから派遣された人物[39]であるほか、チーム単独練習場ザスパークを建設して（前橋市へ）寄付、更に単独筆頭株主化に伴い、2025年4月にはカインズ社長高家もザスパ非常勤取締役へ就任させた[38]）
2025年5月には、ベイシアと共に更なる第三者割当増資を引き受けた結果、ベイシアと共に25.2%の保有割合となり、合わせて50.4%となったことで、ベイシアグループ入りした[40][41][42]。

## テレビ番組
- 日経スペシャル ガイアの夜明け（テレビ東京）
  - 巨大店の野望 〜ホームセンターが流通を変える〜（2003年9月9日）[43]
  - 台頭するPB商品 ～“価格”を制するのは誰だ～（2008年8月19日）[44] - PB商品戦略を取材。
- 日経スペシャル カンブリア宮殿 主婦絶賛の便利グッズから激安"ビール"まで 日本一!ホームセンターの独自戦略（2014年10月16日、テレビ東京） - カインズ 社長 土屋裕雅出演[8]。